# Pappersmullbärssläktet
Pappersmullbärssläktet (Broussonetia) är ett växtsläkte i familjen mullbärsväxter med flera arter.
Arter enligt Catalogue of Life:
- Broussonetia greveana
- Broussonetia hanjiana
- Broussonetia harmandii
- Broussonetia integrifolia
- Broussonetia kaempferi
- Broussonetia kazinoki
- Broussonetia kurzii
- Broussonetia luzonica
- Broussonetia papyrifera
- Broussonetia zeylanica